# Conus honkeri
Espèce
Statut de conservation UICN

 DD  : Données insuffisantes
Conus honkeri est une espèce de mollusques gastéropodes marins de la famille des Conidae.
Comme toutes les espèces du genre Conus, ces escargots sont prédateurs et venimeux. Ils sont capables de « piquer » les humains et doivent donc être manipulés avec précaution, voire pas du tout.

## Distribution
Cette espèce est présente dans la mer des Caraïbes, au large du Venezuela, à une profondeur de 35 mètres.

### Niveau de risque d’extinction de l’espèce
Selon l'analyse de l'UICN réalisée en 2011 pour la définition du niveau de risque d'extinction, cette espèce a une aire de répartition très restreinte, cependant, il y a une absence presque totale de données dans la littérature. Elle n'est connue que par 10 spécimens. Cette espèce est inscrite dans la catégorie Données insuffisantes.

## Taxonomie

### Publication originale
L'espèce Conus honkeri a été décrite pour la première fois en 1988 par le malacologiste américain Edward James Petuch,.

### Synonymes
- Attenuiconus honkeri (Petuch, 1988) · non accepté
- Conus (Attenuiconus) honkeri Petuch, 1988 · appellation alternative
- Dauciconus honkeri (Petuch, 1988) · non accepté